# 白云乡 (永泰县)
白云乡是中华人民共和国福建省福州市永泰县下辖的一个乡。

## 行政区划
白云乡共辖13个行政村：
东溪村、樟洋村、北山村、凤漈村、星联村、白云村、蒲溪村、大坪村、陈家村、寨里村、樟江村、岭下村和石岸村。